# Biebelried
Biebelried è un comune tedesco di 1 216 abitanti, situato nel land della Baviera.